# Susanna tutta panna
Susanna tutta panna è un film del 1957 diretto da Steno. 
Il film, di coproduzione italiana e spagnola, uscì nelle sale iberiche nel 1958 col titolo Susana, pura nata.

## Trama
Una giovane pasticcera milanese, Susanna, lavora nel laboratorio di dolci della sua famiglia e deve difendersi sia dal fidanzato geloso sia dalla concorrenza di altri pasticceri che cercano di conoscere la ricetta della rinomata torta alla panna che porta lo stesso nome della giovane, "Susanna tutta panna". Uno dei maggiori concorrenti della giovane cerca di far entrare nel laboratorio una spia, nei panni di Arturo, che cerca in tutti i modi di scoprire la ricetta del dolce.
La ricetta scritta dalla giovane finisce all'interno di una torta, destinata come regalo al geloso fidanzato Alberto, ma il dolce viene messo tra quelli da consegnare ad altri clienti: si apre così una folle caccia della torta con la ricetta all'interno del dolce.

## Colonna sonora
La canzone dei titoli di testa, Susanna tutta panna (in spagnolo Susana pura nata) è cantata dal Quartetto Cetra; gli autori del testo sono Alberto Testa e Marcello Marchesi, per le musiche Piero Piccioni ed Ezio Levi. 

## Accoglienza

### Critica
Morando Morandini sul quotidiano La Notte del 18 ottobre 1957 espresse un giudizio critico particolarmente negativo: "Steno è il regista a braccio che conosciamo da anni, gli sceneggiatori Metz e Marchesi appartengono a quel gruppo di umoristi italiani che, conclusa da tempo la loro stagione fruttifera, vivono di rendita. Con queste premesse non si è nemmeno in grado di parlare di recitazione: tra i numerosi attori e caratteristi noti e chiamati a questo carosello frenetico e sguaiato, ciascuno mette in mostra lo scarto del proprio bagaglio recitativo".